# Keszegh Béla
Keszegh Béla (Komárom, Szlovákia, 1976. május 9.) szlovákiai magyar tanár, Komárom város polgármestere.

## Tanulmányok
A Selye János Gimnáziumban érettségizett Komáromban 1994-ben. Ezt követően a Konstantin Filozófus Egyetemen tanult Nyitrán angol nyelv és irodalom szakon.

## Pályafutás
Szakmai pályafutását a Selye János Gimnáziumban kezdte tanárként, majd a Selye János Egyetem elődjeként működő komáromi egyetemi központban volt tanár. Számos továbbképzésen vett részt, több képzés szervezője. 
Később a Budapesti Corvinus Egyetemen politológiát tanult, több szakmai kiadvány társszerzője és szerkesztője. A tanári pályát követően több helyen dolgozott a nyomtatott és az online médiában. 2009-től két évig a Pátria rádió hírszerkesztésének vezetője. 
2004-től parlamenti képviselői asszisztensként is dolgozott, majd Brüsszelben az Európai Parlamentben szakmai gyakorlaton vett részt. 2006-tól önkormányzati képviselő volt nyolc évig. 2014-től Komárom város alpolgármestere. 2018-tól Komárom város polgármestere, majd 2022-ben újraválasztották a szavazatok 74 százalékával.
2020-ban a helyi Matica szlovák színháza érdekében emelt szót.

## Család
Nős, két gyermeke van. 

## Szakmai kiadványok
- Keszegh Béla, Tokár Béla. A 2010-es önkormányzati választások. Hozzáférés ideje: 2025. február 8.
- szerk.: Keszegh Béla: A 2010-es parlamenti választások. Hozzáférés ideje: 2025. február 8.

## Interjúk
- Most már annak van az ideje, hogy a közös jó ügyek megint összekössenek minket - Új Szó
- Számomra ez a pörgő életforma a természetes - KomaromOnline
- A komáromi kampány a Szövetséget is megosztotta - Napunk
- Nemes kihívás, keményen dolgozunk majd - Delta hetilap
- A komáromiak a folytonosságot választották - Bumm.sk